# ویکی‌پدیای اوکراینی
ویکی‌پدیای اوکراینی (به اوکراینی: Українська Вікіпедія) نسخه اوکراینی وبگاه ویکی‌پدیا است و در ۳۰ ژانویه ۲۰۰۴ ایجاد شده‌است.
- در ۲۸ مارس ۲۰۰۸ به ۱۰۰٬۰۰۰ مقاله رسید.
- تا تاریخ ۲۳ مه ۲۰۱۱ این دانش‌نامه با بیش از ۲۸۱٬۰۰۰ مقاله در رتبهٔ پانزدهم ویکی‌پدیاها قرار داشت.[۱]
- در تاریخ ۱ نوامبر ۲۰۱۸ این دانش‌نامه با بیش از ۸۴۹٬۰۰۰ مقاله در رتبهٔ شانزدهم ویکی‌پدیاها قرار داشت.

ویکی‌پدیای اوکراینی، هم‌اکنون ۲۵ مارس ۲۰۲۵ میلادی، تعداد ۷۹۳٬۶۱۳ کاربرِ ثبت‌نام‌کرده، ۴۸ مدیر، و ۱٬۳۷۱٬۲۳۲ مقاله دارد.

## کیفیت
یکی از زمینه‌های دانش در ویکی‌پدیای اکراینی نسبت به سایر ویکی‌پدیاها پوشش گسترده‌تری دارد. وولادمیر بیلتسکی استاد دانشگاه ملی فنی دونتسک مشارکت زیادی برای موضوع معدن داشته‌است.